# Alexandre Bilodeau
Alexandre Bilodeau (Montréal, 8 settembre 1987) è un ex sciatore freestyle canadese, campione olimpico nelle gobbe maschili ai Giochi di Vancouver 2010 e di Soči 2014 e tre volte campione mondiale nelle gobbe in parallelo.

## Biografia

### Stagioni 2005-2009
In Coppa del Mondo esordì il 14 dicembre 2005 a Tignes (11º) e ottenne la prima vittoria, nonché primo podio, il 7 gennaio 2006 a Mont Gabriel. Il mese successivo esordì ai Giochi olimpici invernali a Torino 2006, giungendo 11º nelle gobbe.
Prese parte alla sua prima rassegna iridata a Madonna di Campiglio 2007, dove fu 14º nelle gobbe e 5º nelle gobbe in parallelo. Due anni dopo, ai Mondiali di Inawashiro 2009, vinse la medaglia d'oro nelle gobbe in parallelo e inoltre giunse 8º nelle gobbe. Al termine della stagione conquistò sia la Coppa del Mondo generale sia la coppa di specialità nelle gobbe.

### Stagioni 2010-2014
Alle Olimpiadi di Vancouver 2010 vinse la medaglia d'oro nelle gobbe, mentre l'anno successivo ai Mondiali di Deer Valley conquistò la medaglia d'oro nelle gobbe in parallelo e la medaglia d'argento nelle gobbe.
Ai Mondiali di Voss-Myrkdalen 2013 vinse nuovamente due medaglie: l'oro nelle gobbe in parallelo e l'argento nelle gobbe. L'anno seguente prese parte alle Olimpiadi di Soči 2014, dove si confermò campione olimpico, vincendo la medaglia d'oro nelle gobbe. Al termine di quella stagione annunciò il ritiro dalle competizioni.

## Palmarès

### Olimpiadi
- 2 medaglie:
  - 2 ori (gobbe a Vancouver 2010; gobbe a Soči 2014).

### Mondiali
- 5 medaglie:
  - 3 ori (gobbe in parallelo a Inawashiro 2009; gobbe in parallelo a Deer Valley 2011; gobbe in parallelo a Voss 2013);
  - 2 argenti (gobbe a Deer Valley 2011; gobbe a Voss 2013).

### Coppa del Mondo
- Vincitore della Coppa del Mondo nel 2009
- Vincitore della Coppa del Mondo di gobbe nel 2009
- 48 podi:
  - 19 vittorie;
  - 20 secondi posti;
  - 9 terzi posti.

#### Coppa del Mondo - vittorie
| Data             | Luogo            | Paese       | Disciplina |
| ---------------- | ---------------- | ----------- | ---------- |
| 7 gennaio 2006   | Mont Gabriel     | Canada      | MO         |
| 4 febbraio 2006  | Špindlerův Mlýn  | Rep. Ceca   | MO         |
| 7 febbraio 2009  | Cypress Mountain | Canada      | MO         |
| 13 febbraio 2009 | Åre              | Svezia      | MO         |
| 14 febbraio 2009 | Åre              | Svezia      | DM         |
| 20 febbraio 2009 | Myrkdalen-Voss   | Norvegia    | MO         |
| 18 marzo 2009    | La Plagne        | Francia     | MO         |
| 5 gennaio 2011   | Mont Gabriel     | Canada      | DM         |
| 26 febbraio 2011 | Mariánské Lázně  | Rep. Ceca   | DM         |
| 11 marzo 2011    | Åre              | Svezia      | MO         |
| 12 marzo 2011    | Åre              | Svezia      | DM         |
| 2 febbraio 2013  | Deer Valley      | Stati Uniti | DM         |
| 15 marzo 2013    | Åre              | Svezia      | MO         |
| 16 marzo 2013    | Åre              | Svezia      | DM         |
| 22 marzo 2013    | Sierra Nevada    | Spagna      | DM         |
| 11 gennaio 2014  | Deer Valley      | Stati Uniti | MO         |
| 15 gennaio 2014  | Lake Placid      | Stati Uniti | MO         |
| 19 gennaio 2014  | Val Saint-Côme   | Canada      | MO         |
| 21 marzo 2014    | La Plagne        | Francia     | DM         |

Legenda:

MO = gobbe

DM = gobbe in parallelo